# Necrotaulius shewjensis
Necrotaulius shewjensis is een fossiele soort schietmot uit de familie Necrotauliidae.